# خلیک الله
خلیک الله (انگلیسی: Khalik Allah) (زاده ۱۹۸۵) یک فیلمساز و عکاس آمریکایی-ایرانی‌تبار است.

## زندگی و کار
الله در بروکهاون، نیویورک به دنیا آمد. مادرش جامائیکایی و پدرش ایرانی است.
او فیلمبرداری را از سن ۱۹ سالگی با دوربین فیلمبرداری Hi-8 شروع کرد. اولین فیلم بلند او، Popa Wu: A 5% Story 2010، یک فیلم مستند "عادی بود که با سر صحبت می‌کرد" دربارهٔ Popa Wu، "مشاور روحانی de-facto روح وو-تنگ کلن " و یکی از اعضای پنج- درصد است.
این مستند چهار سال طول کشید. الله تا سال ۲۰۱۰ همچنان در حال عکاسی بود.

## انتشارات
- روح در برابر بتن. آستین: دانشگاه تگزاس، ۲۰۱۷. شابک ‎۹۷۸-۱-۴۷۷۳-۱۳۱۴-۵.

## فیلم‌ها

### فیلم‌های مستند
- پاپا وو: داستان ۵٪ (۲۰۱۰) - ۱ ساعت
- متضاد زیبایی (۲۰۱۳) - ۲۷ دقیقه
- فیلد نیگاس (۲۰۱۵) - ۱ ساعت: افرادی را نشان می‌دهد که ساکن گوشه بدنام هارلم خیابان ۱۲۵ و خیابان لکسینگتون در شهر نیویورک هستند.
- مادر سیاه (۲۰۱۸) - ۱ ساعت ۱۷ دقیقه: این فیلم مردم را در جزیره جامائیکا به تصویر می‌کشد.

### فیلمهای کوتاه
- شهری راشومون
- جامایکا

### نماهنگ
- فصل ۱ هیپ هاپ زیرزمینی Razah Code

### فیلم‌هایی با همکاری الله
- لیموناد (۲۰۱۶) - ۴۶ دقیقه، دربارهٔ بیانسه، در شبکه HBO - الله در این مستند کارگردان و سینماگر دوم بود